# Alvin Karpis
Alvin Francis Karpowicz, dit Alvin Karpis, surnommé Creepy Karpis à cause de son sourire sinistre, né Albin Francis Karpavičius à Montréal le 10 août 1907 et mort le 26 août 1979 à Torremolinos, est un gangster canadien naturalisé américain appartenant au gang Barker dans les années 1930. 

## Biographie

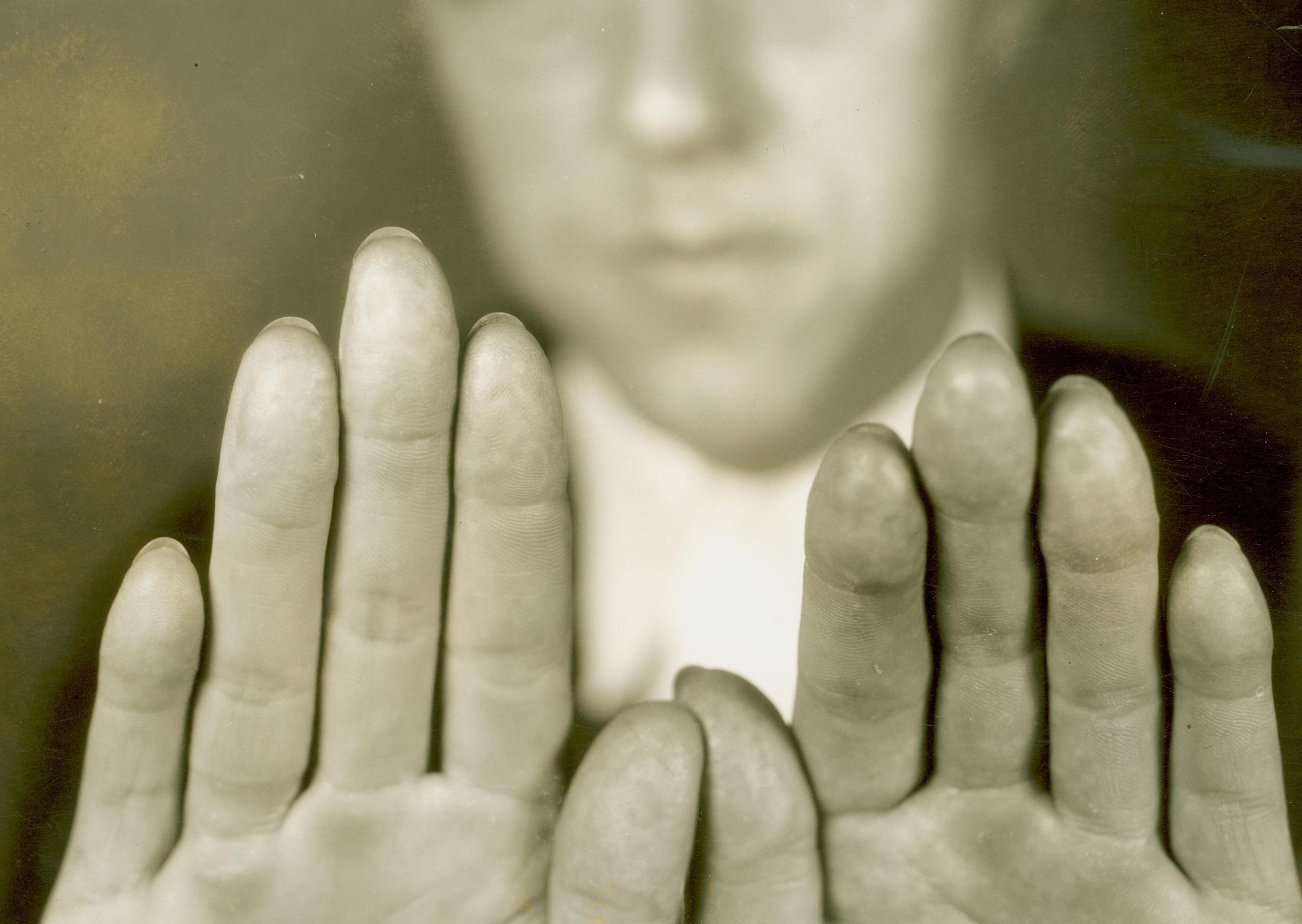
Alvin Karpis a fait effacer ses empreintes digitales en 1934.

D'origine lituanienne par ses parents, Alvin Karpis est né à Montréal le 10 août 1907.
Il fut le dernier ennemi public n° 1 américain à être arrêté. 
Il fut interné dans la prison d'Alcatraz en Californie pendant 25 ans. 
Il meurt à Torremolinos sur la Costa del Sol en Espagne le  26 août 1979.

## Publications
- Bill Trent et Alvin Karpis, Ennemi Public numéro Un, (Public enemy number one, The Alvin Karpis story), 1971, Série noire no 1487, 1972.
- (en) Alvin Karpis et Robert Livesey, On the Rock. Twenty-five Years at Alcatraz, 1980.